# 米哈伊尔·希什曼

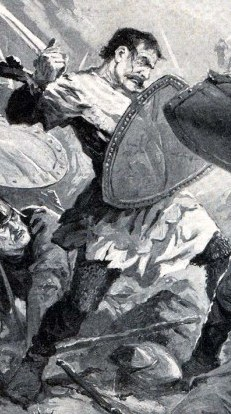
Michael Shishman of Bulgaria

米哈伊尔·希什曼（？—1330年7月28日）是保加利亚沙皇（1323年－1330年在位），希什曼王朝的创立者。维丁大公希什曼之子。他在保加利亚历经内乱和蒙古人的蹂躏之后，再度统一了国家。
米哈伊尔·希什曼企图干预拜占庭皇帝安德洛尼卡二世与其孙安德洛尼卡三世之间的内战（“两安德洛尼卡战争”，1321年－1328年），并参加巴尔干各国（拜占庭帝国、摩尔多瓦公国、瓦拉几亚公国）组成的反塞尔维亚联盟。1330年，由于塞尔维亚国王斯蒂芬·乌罗什三世企图吞并马其顿，导致米哈伊尔·希什曼与塞尔维亚开战。然而，保加利亚并非彪悍的塞尔维亚人的对手。米哈伊尔·希什曼在维日布尔德附近的战役中被塞尔维亚人击溃，本人阵亡。
| 前任： 斯麦莱特 | 保加利亚君主列表 | 繼任： 伊凡·斯蒂芬 |